# Vitellariopsis kirkii
Vitellariopsis kirkii är en tvåhjärtbladig växtart som först beskrevs av John Gilbert Baker, och fick sitt nu gällande namn av Marcel Marie Maurice Dubard. Vitellariopsis kirkii ingår i släktet Vitellariopsis och familjen Sapotaceae. IUCN kategoriserar arten globalt som sårbar. Inga underarter finns listade i Catalogue of Life.